# Vozera Tjarnova
Vozera Tjarnova (vitryska: Возера Чарнова) är en sjö i Belarus.   Den ligger i voblasten Vitsebsks voblast, i den norra delen av landet, 240 km nordost om huvudstaden Minsk. Vozera Tjarnova ligger 182 meter över havet. Arean är 2,2 kvadratkilometer. Den sträcker sig 2,6 kilometer i nord-sydlig riktning, och 4,6 kilometer i öst-västlig riktning.
I omgivningarna runt Vozera Tjarnova växer i huvudsak blandskog. Runt Vozera Tjarnova är det glesbefolkat, med 10 invånare per kvadratkilometer.